# Edwar López
Edwar Manuel López Gómez (Apartadó, Antioquia; 9 de marzo de 1995) es un futbolista colombiano. Juega como extremo y actualmente milita en Independiente Santa Fe de la Categoría Primera A colombiana.

## Clubes
| Club                   | País      | Año           |
| ---------------------- | --------- | ------------- |
| Sanjoanense            | Portugal  | 2015 - 2016   |
| Lusitano VRSA          | Portugal  | 2016          |
| Orsomarso              | Colombia  | 2017          |
| Atlético Huila         | Colombia  | 2018          |
| Estudiantes            | Argentina | 2019          |
| Argentinos Juniors     | Argentina | 2020          |
| Olimpia                | Paraguay  | 2021          |
| Independiente Medellín | Colombia  | 2021 - 2022   |
| Once Caldas            | Colombia  | 2022          |
| Deportivo Pasto        | Colombia  | 2023          |
| América de Cali        | Colombia  | 2024          |
| Santa Fe               | Colombia  | 2024-presente |

## Estadísticas
Actualizado el 8 de diciembre de 2024
| Club                              | Div                 | Temporada           | Liga  | Liga  | Liga  | Copa Nacional | Copa Nacional | Copa Nacional | Copa Internacional | Copa Internacional | Copa Internacional | Total | Total | Total | Prom. · |
| Club                              | Div                 | Temporada           | Part. | Goles | Asis. | Part.         | Goles         | Asis.         | Part.              | Goles              | Asis.              | Part. | Goles | Asis. | Prom. · |
| --------------------------------- | ------------------- | ------------------- | ----- | ----- | ----- | ------------- | ------------- | ------------- | ------------------ | ------------------ | ------------------ | ----- | ----- | ----- | ------- |
| Sanjoanense Portugal              | 3.ª                 | 2015-16             | 28    | 6     | 0     | —             | —             | —             | —                  | —                  | —                  | 28    | 6     | 0     | 0,21    |
| Sanjoanense Portugal              | Total               | Total               | 28    | 6     | 0     | —             | —             | —             | —                  | —                  | —                  | 28    | 6     | 0     | 0,21    |
| Lusitano VRSA Portugal            | 3.ª                 | 2016                | 10    | 3     | 0     | —             | —             | —             | —                  | —                  | —                  | 10    | 3     | 0     | 0,30    |
| Lusitano VRSA Portugal            | Total               | Total               | 10    | 3     | 0     | —             | —             | —             | —                  | —                  | —                  | 10    | 3     | 0     | 0,30    |
| Orsomarso · Colombia              | 2.ª                 | 2017                | 30    | 1     | 0     | 3             | 1             | 0             | —                  | —                  | —                  | 33    | 2     | 0     | 0,06    |
| Orsomarso · Colombia              | Total               | Total               | 30    | 1     | 0     | 3             | 1             |               | —                  | —                  | —                  | 33    | 2     | 0     | 0,06    |
| Atlético Huila · Colombia         | 1.ª                 | 2018                | 36    | 13    | 2     | —             | —             | —             | —                  | —                  | —                  | 36    | 13    | 2     | 0,36    |
| Atlético Huila · Colombia         | Total               | Total               | 36    | 13    | 2     | —             | —             | —             | —                  | —                  | —                  | 36    | 13    | 2     | 0,36    |
| Estudiantes Argentina             | 1.ª                 | 2018-19             | 7     | 0     | 0     | 4             | 2             | 2             | —                  | —                  | —                  | 11    | 2     | 2     | 0,18    |
| Estudiantes Argentina             | 1.ª                 | 2019-20             | 12    | 2     | 1     | 3             | 0             | 0             | —                  | —                  | —                  | 15    | 2     | 1     | 0,13    |
| Estudiantes Argentina             | Total               | Total               | 19    | 2     | 1     | 7             | 2             | 2             | —                  | —                  | —                  | 26    | 4     | 3     | 0,15    |
| Argentinos Juniors Argentina      | 1.ª                 | 2019-20             | 7     | 1     | 0     | 1             | 0             | 0             | 2                  | 0                  | 0                  | 10    | 1     | 0     | 0,10    |
| Argentinos Juniors Argentina      | 1.ª                 | 2020                | -     | -     | 0     | 7             | 0             | 1             | —                  | —                  | —                  | 7     | 0     | 1     | 0,00    |
| Argentinos Juniors Argentina      | Total               | Total               | 7     | 1     | 0     | 8             | 0             | 1             | 2                  | 0                  | 0                  | 17    | 1     | 1     | 0,05    |
| Olimpia Paraguay                  | 1.ª                 | 2021                | 7     | 0     | 0     | —             | —             | —             | 1                  | 0                  | 0                  | 8     | 0     | 0     | 0,00    |
| Olimpia Paraguay                  | Total               | Total               | 7     | 0     | 0     | —             | —             | —             | 1                  | 0                  | 0                  | 8     | 0     | 0     | 0,00    |
| Independiente Medellín · Colombia | 1.ª                 | 2021                | 12    | 1     | 0     | 3             | 1             | 0             | —                  | —                  | —                  | 15    | 2     | 0     | 0,13    |
| Independiente Medellín · Colombia | 1.ª                 | 2022                | 3     | 0     | 0     | 2             | 0             | 0             | 3                  | 1                  | 0                  | 8     | 1     | 0     | 0,12    |
| Independiente Medellín · Colombia | Total               | Total               | 15    | 1     | 0     | 5             | 1             | 0             | 3                  | 1                  | 0                  | 23    | 3     | 0     | 0,13    |
| Once Caldas · Colombia            | 1.ª                 | 2022                | 14    | 4     | 0     | —             | —             | —             | —                  | —                  | —                  | 14    | 4     | 0     | 0,28    |
| Once Caldas · Colombia            | Total               | Total               | 14    | 4     | 0     | —             | —             | —             | —                  | —                  | —                  | 14    | 4     | 0     | 0,28    |
| Deportivo Pasto · Colombia        | 1.ª                 | 2023                | 42    | 10    | 4     | 2             | 0             | 0             | —                  | —                  | —                  | 44    | 10    | 4     | 0,22    |
| Deportivo Pasto · Colombia        | Total               | Total               | 42    | 10    | 4     | 2             | 0             | 0             | —                  | —                  | —                  | 44    | 10    | 4     | 0,22    |
| América de Cali · Colombia        | 1.ª                 | 2024                | 14    | 2     | 0     | —             | —             | —             | —                  | —                  | —                  | 14    | 2     | 0     | 0,14    |
| América de Cali · Colombia        | Total               | Total               | 14    | 2     | 0     | —             | —             | —             | —                  | —                  | —                  | 14    | 2     | 0     | 0,14    |
| Independiente Santa Fe Colombia   | 1.ª                 | 2024                | 23    | 1     | 2     | 1             | 1             | 0             | —                  | —                  | —                  | 24    | 2     | 2     | 0.11    |
| Independiente Santa Fe Colombia   | Total               | Total               | 23    | 1     | 2     | 1             | 1             | 0             | —                  | —                  | —                  | 24    | 2     | 2     | 0.11    |
| Total en su carrera               | Total en su carrera | Total en su carrera | 245   | 44    | 9     | 26            | 5             | 3             | 6                  | 1                  | 0                  | 274   | 50    | 12    | 0,18    |

## Palmarés

### Campeonatos nacionales
| Título          | Equipo                 | País     | Temporada |
| --------------- | ---------------------- | -------- | --------- |
| Torneo Apertura | Independiente Santa Fe | Colombia | 2025      |